# Ивон-Вилларсо, Антуан-Жозеф-Франсуа
Антуан-Жозеф-Франсуа Ивон-Вилларсо (1813—1883) — французский астроном.
Был астрономом Парижской обсерватории; с успехом занимался теоретической астрономией. В 1852 году дал новый способ определения путей двойных звезд в «Connaissance des temps» (1852 и 1877). В третьем томе «Annales de l’Observatoire de Paris» помещен его известный труд «Détermination des orbites des planètes et comètes». В производстве многих вычислений Вилларсо принимала участие и его жена, прекрасно справлявшаяся со сложными астрономическими численными выкладками.
Член-корреспондент СПбАН по отделению физико-математических наук (разряд астрономии) c 3 декабря 1855 года.